# Fukutoku-Okanoba
Fukutoku-Okanoba (福徳岡ノ場 Fukutoku-okanoba) là một núi lửa ngầm thuộc Quần đảo Ogasawara của Nhật Bản, nằm cách đảo Nam Iwo Jima 5 km (3,1 dặm) về phía đông bắc.